# Dayton-Wright RB-1 Racer
Die Dayton-Wright RB-1 Racer war ein Rennflugzeug des US-amerikanischen Flugzeugherstellers Dayton-Wright aus dem Jahr 1920.

## Geschichte

### Entwicklung
Die Piloten und Flugzeugbauer Howard M. Rinehart (das R in RB-1) und Milton C. Baumann (das B) entwarfen das Flugzeug für das Gordon-Bennett-Flugzeugrennen von 1920 in Frankreich. Die Flugerprobung bei Dayton, Ohio stellte eine Höchstgeschwindigkeit bis zu 200 mph (ca. 320 km/h) in Aussicht.
Während des Baus, in der Zeit bis zum Rennen und bis zur Ausstellung im Museum wurden mehrere sichtbare Änderungen an der Steuerung, an der Auspuffanlage und an der Motorcowling ausgeführt.

### Gordon Bennett Trophy 1920
Bei diesem Flugzeugrennen bei Étampes in Frankreich mussten die Flugzeuge einzeln in möglichst kurzer Zeit dreimal ein 100-Kilometer-Dreieck umrunden. Neben den zwei französischen und einem britischen Flugzeug sollten drei US-amerikanische Flugzeuge zum Wettbewerb antreten. Am Start waren aus den Vereinigten Staaten nach dem Ausfall der „Texas Wildcat“ nur noch die Verville-Packard R-1 und die RB-1 mit der Startnummer „2“.
Die RB-1 wurde von Howard Rinehart geflogen, musste aber bereits nach 15 Minuten mit einem gerissenen Steuerseil wieder landen und konnte nicht mehr am Rennen teilnehmen. Sieger wurde der Franzose Joseph Sadi-Lecointe auf einer Nieuport-Delage Ni-D.29 mit einer Durchschnittsgeschwindigkeit von 266,3 km/h.

### Museumsflugzeug

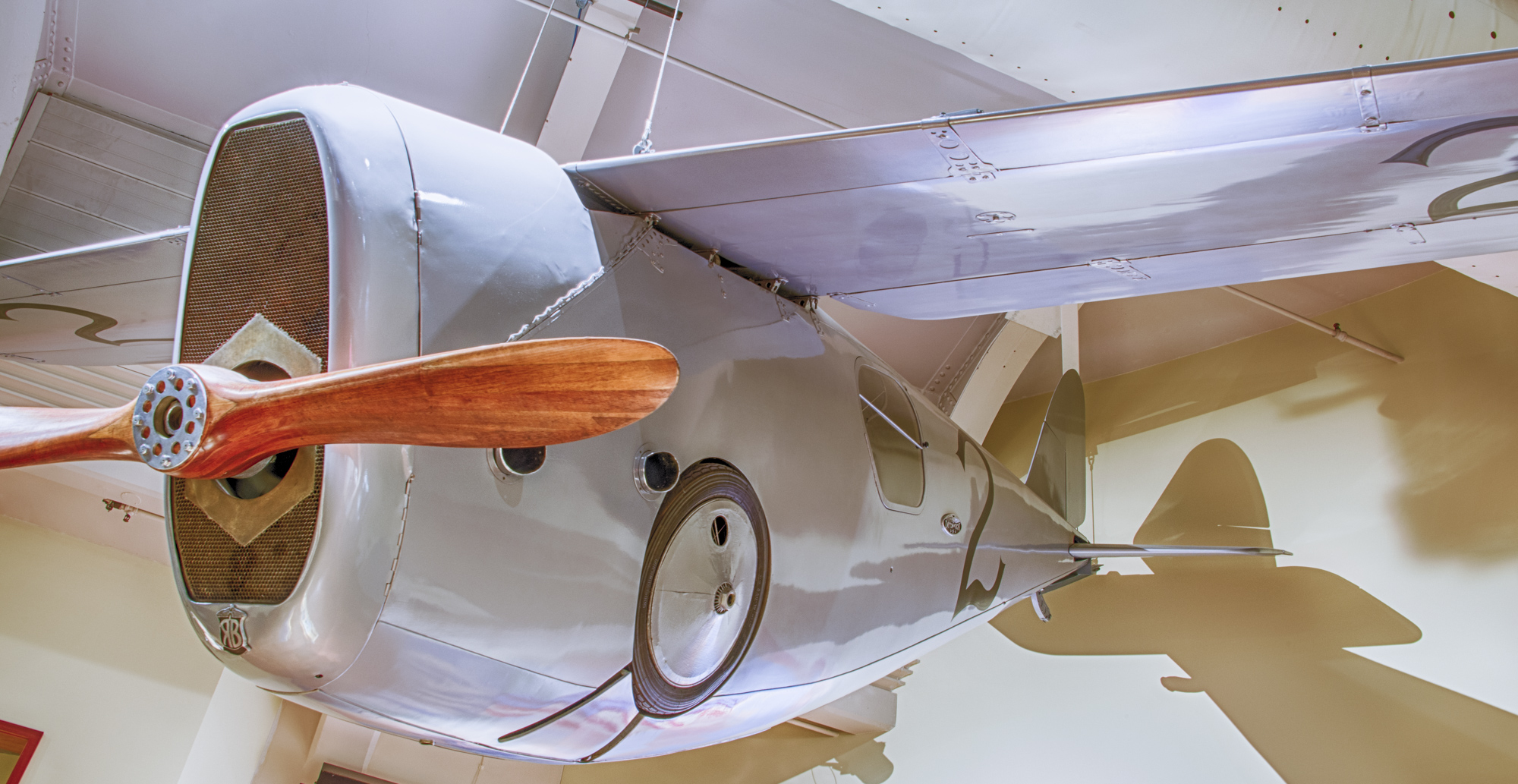
RB-1 im Museum

Nach der Enttäuschung in Frankreich überließ Milton C. Baumann die RB-1 der University of Michigan, an der er studiert hatte. Möglicherweise nutzten Ingenieurstudenten in den folgenden Jahren das Flugzeug für praktische Experimente. Die Universität schenkte es dann 1940 dem Henry-Ford-Museum. Da die Mitarbeiter des Museums wussten, dass die RB-1 im Vorfeld des Gordon-Bennett-Rennens mehrmals modifiziert worden war und dass Studenten möglicherweise weitere Änderungen vorgenommen hatten, wollten sie das Flugzeug wieder in seinen Originalzustand zum Renntag versetzen. Dabei half Charles Kettering, der damalige General Manager der Research Laboratories Division von General Motors in Detroit, der einer der Gründer der Dayton-Wright-Company im Jahr 1917 war und sich 1920 am RB-1-Projekt beteiligt hatte.
Das Flugzeug ist in Dearborn im Museum The Henry Ford ausgestellt.

## Konstruktion
Das Flugzeug wurde als freitragender Schulterdecker ausgeführt. Der hoch bauende Reihenmotor gab die Rumpfform mit dem markanten Wasserkühler vor. Rinehart und Baumann verwirklichten mit der RB-1 mehrere wegweisende Konstruktionsmerkmale – alles mit dem Ziel, den Luftwiderstand zu reduzieren und hohe Geschwindigkeiten erreichen zu können.

„Its design is undoubtedly a step in the right direction, and, although like so many other first steps, it may not be perfect, it is of more than ordinary interest, and deserves to be seriously studied. The design, by the way, is not new, but is the result of several years’ study, and the aerodynamic qualities have been tested in the Wright Laboratory at Dayton, Ohio. Future developments will certainly be watched with the greatest interest.“

### Rumpf und Tragwerk

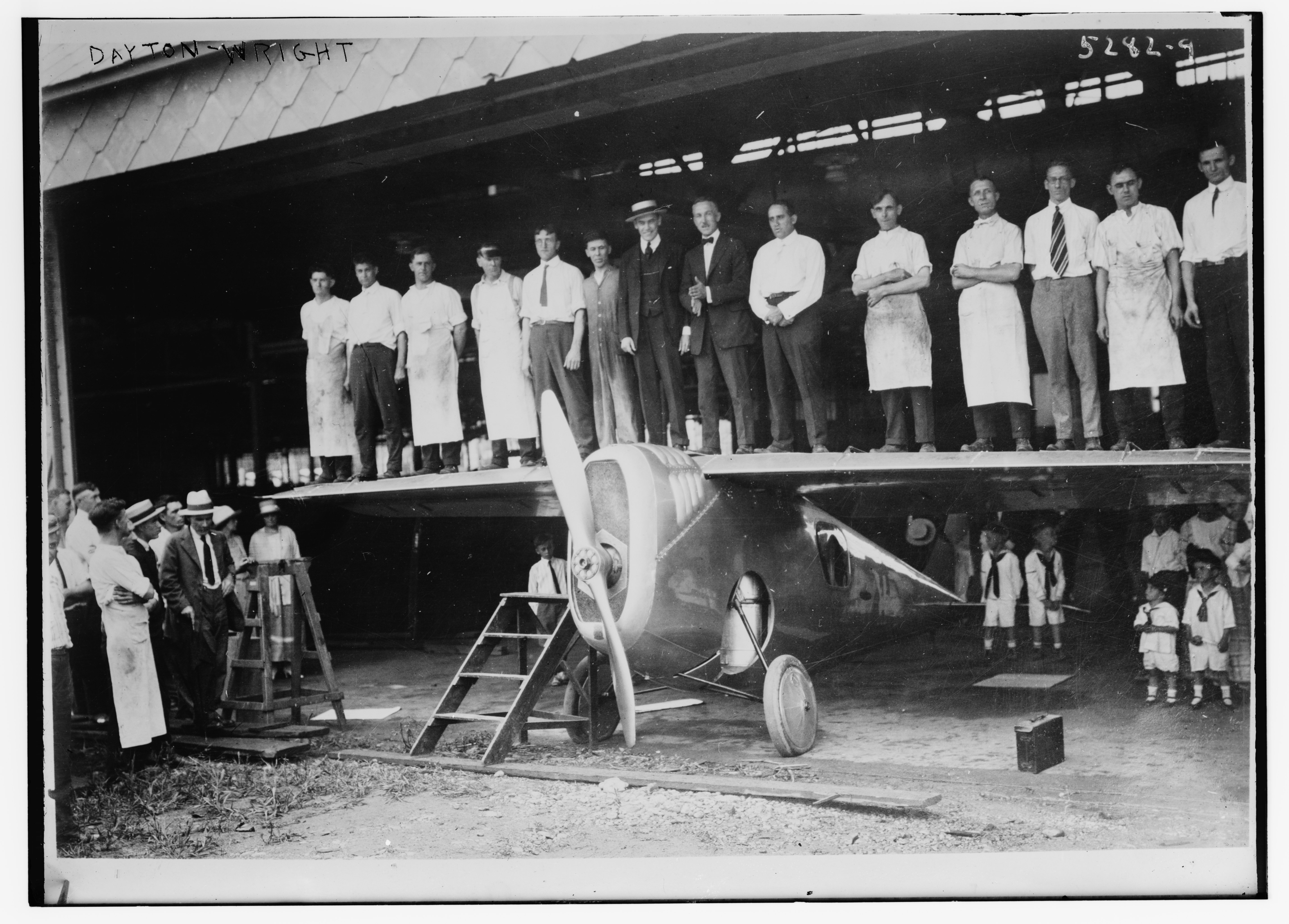
Demonstration der Flügelstabilität

Sowohl der Flügel als auch der Rumpf bestanden aus laminiertem Balsaholz, das mit dreilagigem Sperrholz und lackiertem Stoff überzogen war. Milton Baumann und Howard Rinehart ließen sich die Bauweise patentieren.

#### Cockpit
Das einsitzige Cockpit war hinter dem Motor- und Fahrwerkspant angeordnet und bot keine Möglichkeit direkt nach vorne zu sehen. Dafür gab es auf jeder Seite ein großes Seitenfenster, das zum Ein- und Ausstieg genutzt wurde. Der Pilot konnte außerdem das Fenster im Landeanflug öffnen und so begrenzt Sicht nach vorne bekommen.

#### Tragflügel
Die Konstrukteure statteten den Tragflügel der RB-1 mit Klappen an der Vorder- und Hinterkante über die volle Flügelbreite aus. An den Flügelvorderkanten kamen Kippnasen zum Einsatz, die Flügelhinterkanten waren als Wölbklappen ausgeführt, die gleichzeitig die Funktion des Querruders übernahmen.
Durch das Bewegen der Klappen veränderte sich die Wölbung des Flügels. Die Klappen waren bei Start und Landungen nach unten gestellt, um bei niedrigen Geschwindigkeiten maximalen Auftrieb zu erzeugen Während des Flugs wurden sie nach oben in eine Linie mit dem Hauptflügel gebracht, um den Luftwiderstand bei hohen Geschwindigkeiten zu verringern.

#### Steuerwerk

Frühe Version der Steuerung der Flügelklappen mit Seilen, Schubstangen und jeweils zwei Anlenkungen je Klappe

Die patentierte Steuerung der vier Flügelklappen und des Fahrwerks meldete Dayton-Wright im August 1920 als Patent an. Die kombinierte Querruder- und Auftriebesklappenfunktion der Wölbklappen wurde durch im Flügel verschiebbare Lagerböcke der Umlenkhebel erreicht. In der letzten Ausführung im Museum waren die umlaufenden Seilzüge durch Steuerstangen ersetzt.

### Fahrwerk
Das Spornfahrwerk war erstmals bei einem Landflugzeug als Einziehfahrwerk ausgeführt, um den Luftwiderstand zu vermindern. Das Fahrwerk und die Flügelklappen waren mechanisch fest miteinander verbunden – mit ausgefahrenem Fahrwerk waren auch die Flügelklappen in Langsamflugkonfiguration gestellt.
Das Aus- und Einfahren des Fahrwerks erfolgte über eine große Handkurbel direkt vor dem Piloten im Cockpit. Das Einfahren des Fahrwerks dauerte ca. 10 Sekunden, das Ausfahren war in 6 Sekunden zu bewerkstelligen.
Das verkleidete Speichenrad wurde von einem Dreieckslenker geführt, der nach oben über eine Schubstange federnd an einer Spindelmutter an einem Spindelhubgetriebe abgestützt war. Jedes Rad hatte ein eigenes Spindelhubgetriebe, die aber gemeinsam über ein Schneckenradgetriebe an der Rumpfoberseite angetrieben waren. Die technische Ausführung ließ sich Milton C. Baumann patentieren.

## Siehe auch

Flugzeugtaufe der RB-1

## Technische Daten
| Kenngröße             | Daten                                                                   |
| --------------------- | ----------------------------------------------------------------------- |
| Besatzung             | 1                                                                       |
| Länge                 | 22,5 ft (6,9 m)                                                         |
| Spannweite            | 23,25 ft (7,1 m)                                                        |
| Höhe                  | 6,17 ft (1,9 m)                                                         |
| max. Startmasse       | 1.850 lb (ca. 840 kg)                                                   |
| Höchstgeschwindigkeit | 165 mph (ca. 270 km/h)                                                  |
| Reichweite            | 275 mi (ca. 440 km)                                                     |
| Triebwerk             | ein 6-Zylinder-Reihenmotor Hall-Scott Liberty 6 mit 250 PS (ca. 180 kW) |